# Copa Femenina de la UEFA 2001-02
La temporada 2001-02 de la Copa Femenina de la UEFA fue la primera edición de la máxima competición europea de clubes de fútbol femenino, organizada por la UEFA. Participaron 33 equipos. 
El 1. FFC Frankfurt fue el primer campeón europeo de fútbol femenino. En la final derrotó 2-0 al Umeå IK.

## Fase de clasificación
| Equipo 1       | Agr. | Equipo 2 | Ida | Vuelta |
| -------------- | ---- | -------- | --- | ------ |
| Codru Chişinău | 18–0 | Ilirija  | 9–0 | 9–0    |

| 14 de agosto de 2001 | FC Codru Chişinău                                                                    | 9:0 (5:0) | ZNK Ilirija | Stadionul Republican, Chisináu |                             |
|                      | Enache 2' 23' 36' (pen.) 72' · Frisco 14' 90' · Toma 26' · Berinczan 65' · Deliu 76' | Reporte   |             | Árbitro(s): Elke Fielenbach    | Árbitro(s): Elke Fielenbach |

| 30 de agosto de 2001 | ZNK Ilirija | 0:9 (0:4) (Global 0:18) | FC Codru Chişinău                                                                   | Sportno Drustvo Ilirija, Liubliana |                            |
|                      |             | Reporte                 | Subotić 19' (a.g.) · Enache 32' 40' 56' (pen.) 69' 80' 90' · Titova 44' · Deliu 58' | Árbitro(s): Carla De Boeck         | Árbitro(s): Carla De Boeck |

## Fase de grupos

### Grupo 1
| Pos. | Equipo                | Pts. | PJ | G | E | P | GF | GC | Dif. |                                       |
| ---- | --------------------- | ---- | -- | - | - | - | -- | -- | ---- | ------------------------------------- |
| 1    | Trondheims-Ørn        | 9    | 3  | 3 | 0 | 0 | 23 | 1  | +22  | Clasificado para los Cuartos de final |
| 2    | Bobruichanka Bobruisk | 6    | 3  | 2 | 0 | 1 | 8  | 8  | 0    |                                       |
| 3    | Eendracht Aalst       | 3    | 3  | 1 | 0 | 2 | 5  | 15 | −10  |                                       |
| 4    | KR                    | 0    | 3  | 0 | 0 | 3 | 4  | 16 | −12  |                                       |

 Fuente: 
| 20 de septiembre de 2001 | Trondheims-Ørn                                                                              | 9:0 (3:0) | KR | Øverlands Minde, Stjørdal,   |                              |
|                          | Sandaune 11', 18' · Gulbrandsen 42' · Jordanger 51' · Pedersen 63', 78', 81', 90' · Lie 86' | Reporte   |    | Asistencia: 535 espectadores | Asistencia: 535 espectadores |

| 20 de septiembre de 2001 | Bobruichanka Bobruisk                                  | 4:1 (2:0) | Eendracht Aalst | Øverlands Minde, Stjørdal,   |                              |
|                          | Kuzniatsova 14', 71' · Novikova 24' · Aniskovtseva 76' | Reporte   | ? 85' (o.g.)    | Asistencia: 350 espectadores | Asistencia: 350 espectadores |

| 22 de septiembre de 2001 | Trondheims-Ørn                                                | 6:1 (3:1) | Bobruichanka Bobruisk | Lerkendal Stadion, Trondheim, |                              |
|                          | Rønning 17', 81' · Gulbrandsen 20' · Lie 45' · Enlid 74', 88' | Reporte   | Ryzhevich 16'         | Asistencia: 902 espectadores  | Asistencia: 902 espectadores |

| 22 de septiembre de 2001 | Eendracht Aalst                             | 4:3 (2:2) | KR                           | Rosenborgbanen, Trondheim,  |                             |
|                          | ? 10' (o.g.) · Maes 41', 57' · Heirbaut 88' | Reporte   | Jóhannesdóttir 17', 25', 63' | Asistencia: 50 espectadores | Asistencia: 50 espectadores |

| 24 de septiembre de 2001 | Trondheims-Ørn                                                                         | 8:0 (2:0) | Eendracht Aalst | Rosenborgbanen, Trondheim,   |                              |
|                          | Rønning 17' · Jordanger 22' · Gulbrandsen 49', 58', 74' · Lehn 60' · Sandaune 70', 78' | Reporte   |                 | Asistencia: 407 espectadores | Asistencia: 407 espectadores |

| 24 de septiembre de 2001 | Bobruichanka Bobruisk   | 3:1 (1:0) | KR                  | Dalgård Stadion, Trondheim, |                             |
|                          | Ryzhevich 44', 53', 87' | Reporte   | Kristjánsdottir 90' | Asistencia: 50 espectadores | Asistencia: 50 espectadores |

### Grupo 2
| Pos. | Equipo    | Pts. | PJ | G | E | P | GF | GC | Dif. |                                       |
| ---- | --------- | ---- | -- | - | - | - | -- | -- | ---- | ------------------------------------- |
| 1    | Ryazan    | 9    | 3  | 3 | 0 | 0 | 28 | 0  | +28  | Clasificado para los Cuartos de final |
| 2    | Ter Leede | 6    | 3  | 2 | 0 | 1 | 9  | 4  | +5   |                                       |
| 3    | Kavala    | 3    | 3  | 1 | 0 | 2 | 2  | 20 | −18  |                                       |
| 4    | Žilina    | 0    | 3  | 0 | 0 | 3 | 1  | 16 | −15  |                                       |

 Fuente: 
| 18 de septiembre de 2001 | Ryazan                                                 | 4:0 (2:0) | Ter Leede | Roodemolen, Sassenheim,      |                              |
|                          | Letyushova 2', 72' · Barbashina 13' · Pustovoitova 89' | Reporte   |           | Asistencia: 250 espectadores | Asistencia: 250 espectadores |

| 18 de septiembre de 2001 | Kavala                        | 2:1 (0:0) | Žilina       | Roodemolen, Sassenheim,      |                              |
|                          | Michailidu 48' · Pouridou 73' | Reporte   | Kubanová 67' | Asistencia: 100 espectadores | Asistencia: 100 espectadores |

| 20 de septiembre de 2001 | Ter Leede     | 1:0 (1:0) | Žilina | Roodemolen, Sassenheim,      |                              |
|                          | Dijkhuizen 6' | Reporte   |        | Asistencia: 100 espectadores | Asistencia: 100 espectadores |

| 20 de septiembre de 2001 | Ryazan | 11:0 (7:0) | Kavala | Roodemolen, Sassenheim,     |                             |
|                          | Zinchenko 8', 25', 45' · Barbashina 26', 38', 41', 61' · Letyushova 40', 55' · Yushkevich 82' · Verezubova 85' | Reporte    |        | Asistencia: 20 espectadores | Asistencia: 20 espectadores |

| 22 de septiembre de 2001 | Ter Leede                                                                             | 8:0 (2:0) | Kavala | Roodemolen, Sassenheim,      |                              |
|                          | Drommel 25' · Noom 43', 77', 90' · Blankespoor 53', 55' · Burger 58' · Dijkhuizen 88' | Reporte   |        | Asistencia: 350 espectadores | Asistencia: 350 espectadores |

| 22 de septiembre de 2001 | Ryazan | 13:0 (7:0) | Žilina | Roodemolen, Sassenheim,     |                             |
|                          | Letyushova 9', 29', 31', 64' · Barbashina 13', 17', 42' · Verezubova 36' · Pustovoitova 51', 62', 82' · Yaraikina 74' · Kolomiets 89' | Reporte    |        | Asistencia: 20 espectadores | Asistencia: 20 espectadores |

### Grupo 3
| Pos. | Equipo            | Pts. | PJ | G | E | P | GF | GC | Dif. |                                       |
| ---- | ----------------- | ---- | -- | - | - | - | -- | -- | ---- | ------------------------------------- |
| 1    | Umeå              | 9    | 3  | 3 | 0 | 0 | 10 | 0  | +10  | Clasificado para los Cuartos de final |
| 2    | Sparta Prague     | 6    | 3  | 2 | 0 | 1 | 8  | 1  | +7   |                                       |
| 3    | Femina Budapest   | 3    | 3  | 1 | 0 | 2 | 4  | 7  | −3   |                                       |
| 4    | Grand Hotel Varna | 0    | 3  | 0 | 0 | 3 | 0  | 14 | −14  |                                       |

 Fuente: 
| 3 de octubre de 2001 | Umeå         | 1:0 (0:0) | Sparta Prague | Gammliavallen, Umeå,           |                                |
|                      | Sjöström 67' | Reporte   |               | Asistencia: 1,486 espectadores | Asistencia: 1,486 espectadores |

| 3 de octubre de 2001 | Femina Budapest                               | 4:0 (1:0) | Grand Hotel Varna | Gammliavallen, Umeå, |  |
|                      | Sebestyén 43' · Ferenczi 83', 90' · Pádár 90' | Reporte   |                   |                      |  |

| 5 de octubre de 2001 | Umeå                                       | 3:0 (3:0) | Grand Hotel Varna | Gammliavallen, Umeå,         |                              |
|                      | Nordlund 4' · Nordbrandt 6' · Eriksson 45' | Reporte   |                   | Asistencia: 976 espectadores | Asistencia: 976 espectadores |

| 5 de octubre de 2001 | Sparta Prague | 1:0 (1:0) | Femina Budapest | Gammliavallen, Umeå, |  |
|                      | Macková 8'    | Reporte   |                 |                      |  |

| 7 de octubre de 2001 | Umeå                                                                | 6:0 (3:0) | Femina Budapest | Gammliavallen, Umeå,           |                                |
|                      | Göras 13' · Sjöström 16', 60' · Nordbrandt 30', 58' · Lindqvist 70' | Reporte   |                 | Asistencia: 1,114 espectadores | Asistencia: 1,114 espectadores |

| 7 de octubre de 2001 | Sparta Prague                                                  | 7:0 (4:0) | Grand Hotel Varna | Tegstunet, Umeå, |  |
|                      | Chlumecká 17', 25', 29', 59' · Mazlová 39' · Poincová 51', 70' | Reporte   |                   |                  |  |

### Grupo 4
| Pos. | Equipo         | Pts. | PJ | G | E | P | GF | GC | Dif. |                                       |
| ---- | -------------- | ---- | -- | - | - | - | -- | -- | ---- | ------------------------------------- |
| 1    | Frankfurt      | 9    | 3  | 3 | 0 | 0 | 24 | 0  | +24  | Clasificado para los Cuartos de final |
| 2    | Levante        | 6    | 3  | 2 | 0 | 1 | 20 | 2  | +18  |                                       |
| 3    | Codru Chişinău | 3    | 3  | 1 | 0 | 2 | 10 | 8  | +2   |                                       |
| 4    | CSC Yerevan    | 0    | 3  | 0 | 0 | 3 | 0  | 44 | −44  |                                       |

 Fuente: 
| 3 de octubre de 2001 | Frankfurt      | 1:0 (0:0) | Levante | Stadion am Brentanobad, Frankfurt, |                                |
|                      | Wunderlich 67' | Reporte   |         | Asistencia: 1,200 espectadores     | Asistencia: 1,200 espectadores |

| 3 de octubre de 2001 | Codru Chişinău                                                                               | 9:0 (4:0) | CSC Yerevan | Stadion am Brentanobad, Frankfurt, |  |
|                      | Pufulete 4', 5', 39' · Enache 32', 56' · Berinczan 49' · Laslo 61' · Deliu 65' · Golovko 83' | Reporte   |             |                                    |  |

| 5 de octubre de 2001 | Frankfurt                                                     | 5:0 (2:0) | Codru Chişinău | Stadion am Brentanobad, Frankfurt, |                                |
|                      | Künzer 5' · Lingor 45' · Hansen 56' · Minnert 76' · Meier 86' | Reporte   |                | Asistencia: 1,000 espectadores     | Asistencia: 1,000 espectadores |

| 5 de octubre de 2001 | Levante | 17:0 (9:0) | CSC Yerevan | Stadion am Brentanobad, Frankfurt, |  |
|                      | Prieto 2', 12', 38', 61' · Jiménez 7', 43', 52', 72' · Gimbert 35', 45' · R. Castillo 36', 60' · Del Río 39' · Monje 51', 76' · Fuentes 88' · Soler 90' | Reporte    |             |                                    |  |

| 7 de octubre de 2001 | Frankfurt | 18:0 (6:0) | CSC Yerevan | Stadion am Brentanobad, Frankfurt, |  |
|                      | Hansen 13' · Jones 21', 26', 33', 61', 63', 64' · Meier 34', 70', 74' · Klein 38', 62', 86' · Haase 47', 78' · Spee 53' · Künzer 81' · Wissink 90' | Reporte    |             |                                    |  |

| 7 de octubre de 2001 | Levante                               | 3:1 (3:1) | Codru Chişinău | Stadion am Brentanobad, Frankfurt, |  |
|                      | Gimbert 12' · Soler 33' · Jiménez 43' | Reporte   | Frishko 30'    |                                    |  |

### Grupo 5
| Pos. | Equipo        | Pts. | PJ | G | E | P | GF | GC | Dif. |                                       |
| ---- | ------------- | ---- | -- | - | - | - | -- | -- | ---- | ------------------------------------- |
| 1    | HJK           | 9    | 3  | 3 | 0 | 0 | 14 | 1  | +13  | Clasificado para los Cuartos de final |
| 2    | Torres        | 6    | 3  | 2 | 0 | 1 | 10 | 2  | +8   |                                       |
| 3    | KÍ            | 3    | 3  | 1 | 0 | 2 | 2  | 9  | −7   |                                       |
| 4    | Landhaus Wien | 0    | 3  | 0 | 0 | 3 | 1  | 15 | −14  |                                       |

 Fuente: 
| 3 de octubre de 2001 | HJK                         | 2:1 (1:1) | Torres     | Töölön Pallokenttä, Helsinki, |                              |
|                      | Kalmari 11' · Lindqvist 90' | Reporte   | Parejo 29' | Asistencia: 466 espectadores  | Asistencia: 466 espectadores |

| 3 de octubre de 2001 | KÍ                | 2:1 (2:0) | Landhaus Wien   | Töölön Pallokenttä, Helsinki, |                              |
|                      | Andreasen 4', 17' | Reporte   | Krivohravek 64' | Asistencia: 114 espectadores  | Asistencia: 114 espectadores |

| 5 de octubre de 2001 | HJK                                                    | 4:0 (2:0) | KÍ | Pohjola Stadion, Helsinki,   |                              |
|                      | Heikari 23' · Rantanen 33' · Kalmari 52' · Sarapää 81' | Reporte   |    | Asistencia: 512 espectadores | Asistencia: 512 espectadores |

| 5 de octubre de 2001 | Torres                                      | 5:0 (2:0) | Landhaus Wien | Töölön Pallokenttä, Helsinki, |                             |
|                      | Conti 3', 45' · Parejo 57', 77' · Masia 90' | Reporte   |               | Asistencia: 78 espectadores   | Asistencia: 78 espectadores |

| 7 de octubre de 2001 | HJK                                                                                 | 8:0 (4:0) | Landhaus Wien | Pohjola Stadion, Helsinki,   |                              |
|                      | Rantanen 3', 38' · Kalmari 9', 79', 90' · Miettinen 11' · Sarapää 54' · Heikari 89' | Reporte   |               | Asistencia: 496 espectadores | Asistencia: 496 espectadores |

| 7 de octubre de 2001 | Torres                           | 4:0 (4:0) | KÍ | Töölön Pallokenttä, Helsinki, |                             |
|                      | Sberti 3', 20', 45' · Parejo 38' | Reporte   |    | Asistencia: 47 espectadores   | Asistencia: 47 espectadores |

### Grupo 6
| Pos. | Equipo             | Pts. | PJ | G | E | P | GF | GC | Dif. |                                       |
| ---- | ------------------ | ---- | -- | - | - | - | -- | -- | ---- | ------------------------------------- |
| 1    | Odense             | 9    | 3  | 3 | 0 | 0 | 19 | 1  | +18  | Clasificado para los Cuartos de final |
| 2    | Masinac Niš        | 6    | 3  | 2 | 0 | 1 | 19 | 4  | +15  |                                       |
| 3    | Gatões             | 3    | 3  | 1 | 0 | 2 | 9  | 10 | −1   |                                       |
| 4    | Progrès Niedercorn | 0    | 3  | 0 | 0 | 3 | 0  | 32 | −32  |                                       |

 Fuente: 
| 3 de octubre de 2001 | Odense                                        | 3:0 (2:0) | Gatões | Odense Stadion, Odense,      |                              |
|                      | S. Pedersen 7' · M. Pedersen 45' · Møller 70' | Reporte   |        | Asistencia: 211 espectadores | Asistencia: 211 espectadores |

| 3 de octubre de 2001 | Masinac Niš | 11:0 (5:0) | Progrès Niedercorn | Odense Atletik Stadion, Odense, |                              |
|                      | Ranđelović 11', 56' · Ivanović 18' · Mladenović 28' · Todorović 33', 55' · Stefanović 45' · Zukovski 46', 82' · Jovanović 47' · ? 59' (o.g.) | Reporte    |                    | Asistencia: 466 espectadores    | Asistencia: 466 espectadores |

| 5 de octubre de 2001 | Odense | 13:0 (4:0) | Progrès Niedercorn | Bolbro GIF, Odense,          |                              |
|                      | Bülow 6', 59' · Møller 23' · M. Pedersen 34', 69', 75', 79', 84' · Kjær Thomsen 39' · S. Pedersen 49', 51' · Jakobsen 71' · Lund 74' | Reporte    |                    | Asistencia: 326 espectadores | Asistencia: 326 espectadores |

| 5 de octubre de 2001 | Masinac Niš                                                                                        | 7:1 (2:0) | Gatões     | Odense Idrætspark, Odense, |  |
|                      | ? 14' (o.g.) · Stojanović 20' · Todorović 47' · Stefanović 70', 82' · Jovanović 85' · Zukovski 88' | Reporte   | Santos 50' |                            |  |

| 7 de octubre de 2001 | Odense                           | 3:1 (2:1) | Masinac Niš   | Odense Stadion, Odense, |  |
|                      | M. Pedersen 5', 20' · Møller 78' | Reporte   | Todorović 31' |                         |  |

| 7 de octubre de 2001 | Gatões                                                                              | 8:0 (4:0) | Progrès Niedercorn | Odense Atletik Stadion, Odense, |  |
|                      | S. Silva 1', 59', 72' · Moreira 24' · Santos 31' · M. Silva 37', 87' · ? 69' (o.g.) | Reporte   |                    |                                 |  |

### Grupo 7
| Pos. | Equipo          | Pts. | PJ | G | E | P | GF | GC | Dif. |                                       |
| ---- | --------------- | ---- | -- | - | - | - | -- | -- | ---- | ------------------------------------- |
| 1    | Toulouse        | 7    | 3  | 2 | 1 | 0 | 9  | 2  | +7   | Clasificado para los Cuartos de final |
| 2    | Lehenda-Cheksil | 4    | 3  | 1 | 1 | 1 | 4  | 4  | 0    |                                       |
| 3    | Ayr United      | 3    | 3  | 0 | 3 | 0 | 6  | 6  | 0    |                                       |
| 4    | Osijek          | 1    | 3  | 0 | 1 | 2 | 5  | 12 | −7   |                                       |

 Fuente: 
| 2 de noviembre de 2001 | Ayr United                              | 3:3 (0:2) | Osijek              | Somerset Park, Ayr, |  |
|                        | Fleeting 58' · Gilmour 62' · Brolly 74' | Reporte   | Kozić 10', 39', 47' |                     |  |

| 2 de noviembre de 2001 | Toulouse     | 1:0 (0:0) | Lehenda Chernígov | Somerset Park, Ayr, |  |
|                        | ? 78' (o.g.) | Reporte   |                   |                     |  |

| 4 de noviembre de 2001 | Ayr United   | 1:1 (0:0) | Lehenda Chernígov | Somerset Park, Ayr, |  |
|                        | Fleeting 61' | Reporte   | Zhdanova 82'      |                     |  |

| 4 de noviembre de 2001 | Toulouse                                               | 6:0 (3:0) | Osijek | Somerset Park, Ayr, |  |
|                        | Rouquet 22', 56', 71' · Pavailler 36' · Kramo 38', 76' | Reporte   |        |                     |  |

| 6 de noviembre de 2001 | Ayr United      | 2:2 (0:2) | Toulouse                      | Somerset Park, Ayr, |  |
|                        | Brolly 46', 90' | Reporte   | Samptiaux 15' · Monicolle 38' |                     |  |

| 6 de noviembre de 2001 | Lehenda Chernígov                          | 3:2 (1:1) | Osijek         | Dam Park, Ayr, |  |
|                        | Dyatel 40' · Karpenkova 84' · Lemeshko 85' | Reporte   | Besker 8', 80' |                |  |

### Grupo 8
| Pos. | Equipo          | Pts. | PJ | G | E | P | GF | GC | Dif. |                                       |
| ---- | --------------- | ---- | -- | - | - | - | -- | -- | ---- | ------------------------------------- |
| 1    | Arsenal Ladies  | 9    | 3  | 3 | 0 | 0 | 13 | 1  | +12  | Clasificado para los Cuartos de final |
| 2    | Bern            | 6    | 3  | 2 | 0 | 1 | 10 | 5  | +5   |                                       |
| 3    | AZS Wrocław     | 3    | 3  | 1 | 0 | 2 | 9  | 5  | +4   |                                       |
| 4    | Hapoel Tel Aviv | 0    | 3  | 0 | 0 | 3 | 0  | 21 | −21  |                                       |

 Fuente: 
| 1 de octubre de 2001 | Arsenal                                 | 4:0 (1:0) | Bern | Stadion Neufeld, Bern,       |                              |
|                      | Banks 45', 59' · Ludlow 70' · Grant 77' | Reporte   |      | Asistencia: 800 espectadores | Asistencia: 800 espectadores |

| 1 de octubre de 2001 | AZS Wrocław                                                         | 7:0 (4:0) | Hapoel Tel Aviv | Stadion Neufeld, Bern,      |                             |
|                      | Otrębska 5', 16', 35' · Stochay 41', 72' · Pożerska 74' · Kraus 90' | Reporte   |                 | Asistencia: 70 espectadores | Asistencia: 70 espectadores |

| 3 de octubre de 2001 | Bern                            | 3:1 (1:0) | AZS Wrocław | Stadion Neufeld, Bern,       |                              |
|                      | Gaillard 18' · Theiler 46', 85' | Reporte   | Kraus 81'   | Asistencia: 350 espectadores | Asistencia: 350 espectadores |

| 3 de octubre de 2001 | Arsenal                                                           | 7:0 (3:0) | Hapoel Tel Aviv | Stadion Neufeld, Bern,      |                             |
|                      | Ludlow 5', 9', 53' · Grant 10' · Coss 77' · Ogawa 78' · Moore 88' | Reporte   |                 | Asistencia: 80 espectadores | Asistencia: 80 espectadores |

| 5 de octubre de 2001 | Bern                                                                         | 7:0 (4:0) | Hapoel Tel Aviv | Stadion Neufeld, Bern,       |                              |
|                      | Vonlanthen 5' · Meyer 12' · Marti 28' · Theiler 42', 72' · Gaillard 59', 75' | Reporte   |                 | Asistencia: 100 espectadores | Asistencia: 100 espectadores |

| 5 de octubre de 2001 | Arsenal                | 2:1 (0:1) | AZS Wrocław | Bern, |  |
|                      | Banks 74' · Spacey 77' | Reporte   | Otrębska 1' |       |  |

## Fase final
|  | Cuartos de final          | Cuartos de final          | Cuartos de final          |   |                | Semifinales         | Semifinales         | Semifinales         |  |         | Final      | Final      |  |
|  | 16/17 y 28/30/31 de marzo | 16/17 y 28/30/31 de marzo | 16/17 y 28/30/31 de marzo |   |                | 14 y 27/28 de abril | 14 y 27/28 de abril | 14 y 27/28 de abril |  |         | 23 de mayo | 23 de mayo |  |
|  |                           |                           |                           |   |                |                     |                     |                     |  |         |            |            |  |
|  |                           |                           |                           |   |                |                     |                     |                     |  |         |            |            |  |
|  | Umeå IK                   | 4                         | 3                         |   |                |                     |                     |                     |  |         |            |            |  |
|  | Umeå IK                   | 4                         | 3                         |   |                |                     |                     |                     |  |         |            |            |  |
|  | VDV Riazan                | 1                         | 1                         |   |                |                     |                     |                     |  |         |            |            |  |
|  | VDV Riazan                | 1                         | 1                         |   | Umeå IK        | 2                   | 1                   |                     |  |         |            |            |  |
|  |                           |                           |                           |   | Umeå IK        | 2                   | 1                   |                     |  |         |            |            |  |
|  |                           |                           | HJK Helsinki              | 1 | 0              |                     |                     |                     |  |         |            |            |  |
|  | SK Trondheims-Ørn         | 2                         | HJK Helsinki              | 1 | 0              | 0                   |                     |                     |  |         |            |            |  |
|  | SK Trondheims-Ørn         | 2                         |                           |   |                |                     |                     |                     |  |         |            |            |  |
|  | HJK Helsinki              | 1                         | 2                         |   |                |                     |                     |                     |  |         |            |            |  |
|  | HJK Helsinki              | 1                         | 2                         |   |                |                     |                     |                     |  | Umeå IK | 0          |            |  |
|  |                           |                           |                           |   |                |                     |                     |                     |  | Umeå IK | 0          |            |  |
|  |                           |                           | 1. FFC Frankfurt          | 2 |                |                     |                     |                     |  |         |            |            |  |
|  | Arsenal L. F. C.          | 1                         | 1. FFC Frankfurt          | 2 | 1              |                     |                     |                     |  |         |            |            |  |
|  | Arsenal L. F. C.          | 1                         |                           |   |                |                     |                     |                     |  |         |            |            |  |
|  | Toulouse F. C. (t.s.)     | 1                         | 2                         |   |                |                     |                     |                     |  |         |            |            |  |
|  | Toulouse F. C. (t.s.)     | 1                         | 2                         |   | Toulouse F. C. | 1                   | 0                   |                     |  |         |            |            |  |
|  |                           |                           |                           |   | Toulouse F. C. | 1                   | 0                   |                     |  |         |            |            |  |
|  |                           |                           | 1. FFC Frankfurt          | 2 | 0              |                     |                     |                     |  |         |            |            |  |
|  | Odense BK                 | 0                         | 1. FFC Frankfurt          | 2 | 0              | 1                   |                     |                     |  |         |            |            |  |
|  | Odense BK                 | 0                         |                           |   |                |                     |                     |                     |  |         |            |            |  |
|  | 1. FFC Frankfurt          | 3                         | 2                         |   |                |                     |                     |                     |  |         |            |            |  |
|  | 1. FFC Frankfurt          | 3                         | 2                         |   |                |                     |                     |                     |  |         |            |            |  |
|  |                           |                           |                           |   |                |                     |                     |                     |  |         |            |            |  |

### Cuartos de final
| Equipo 1       | Agr.       | Equipo 2     | Ida | Vuelta |
| -------------- | ---------- | ------------ | --- | ------ |
| Arsenal        | 2–3 (t.s.) | Toulouse     | 1–1 | 1–2    |
| Odense         | 1–5        | Frankfurt    | 0–3 | 1–2    |
| Umeå           | 7–2        | Ryazan       | 4–1 | 3–1    |
| Trondheims-Ørn | 2–3        | HJK Helsinki | 2–1 | 0–2    |

#### Arsenal Ladies - Toulouse
| 16 de marzo de 2002, 14:00 | Arsenal L. F. C. | 1:1 (1:0) | Toulouse F. C. | Borehamwood Football Club, Borehamwood |                            |
|                            | Grant 37'        | Reporte   | Rouquet 77'    | Árbitro(s): Vibeke Karlsen             | Árbitro(s): Vibeke Karlsen |

| 30 de marzo de 2002, 20:00 | Toulouse F. C.          | 2:1 (1:1, 1:0) (t. s.)(Global 3:2) | Arsenal L. F. C. | Les 7 Deniers, Toulouse         |                                 |
|                            | Briche 85' · Kramo 114' | Reporte                            | Maggs 90'        | Árbitro(s): Rita Ruiz Tacoronte | Árbitro(s): Rita Ruiz Tacoronte |

#### Odense - Frankfurt
| 16 de marzo de 2002, 15:00 | Odense BK | 0:3 (0:3) | 1. FFC Frankfurt                       | Odense Stadion, Odense      |                             |
|                            |           | Reporte   | Wunderlich 23' · Prinz 31' · Jones 37' | Árbitro(s): Claudine Brohet | Árbitro(s): Claudine Brohet |

| 31 de marzo de 2002, 14:00 | 1. FFC Frankfurt      | 2:1 (0:1) (Global 5:1) | Odense BK    | Stadion am Brentanobad, Fráncfort del Meno |                             |
|                            | Lingor 52' 67' (pen.) | Reporte                | Pedersen 20' | Árbitro(s): Nicole Petignat                | Árbitro(s): Nicole Petignat |

#### Trondheims-Ørn - Helsinki
| 16 de marzo de 2002, 16:00 | SK Trondheims-Ørn                 | 2:1 (2:0) | HJK Helsinki | Abrahallen Soccerdome, Trondheim |                        |
|                            | Valkonen 7' (a.g.) · Sandaune 24' | Reporte   | Sarapää 51'  | Árbitro(s): Wendy Toms           | Árbitro(s): Wendy Toms |

| 28 de marzo de 2002, 19:00 | HJK Helsinki    | 2:0 (1:0) (Global 3:2) | SK Trondheims-Ørn | Tali Footballhall, Helsinki |                            |
|                            | Kalmari 43' 80' | Reporte                |                   | Árbitro(s): Christine Frai  | Árbitro(s): Christine Frai |

#### Umeå - Riazan
| 17 de marzo de 2002, 14:00 | Umeå IK                                               | 4:1 (1:1) | VDV Riazan    | Sandåkerns IP, Umeå     |                         |
|                            | Ljungberg 45' 81' · Moström 76' (pen.) · Runesson 79' | Reporte   | Zinchenko 28' | Árbitro(s): Geja Mulder | Árbitro(s): Geja Mulder |

| 28 de marzo de 2002, 16:00 | VDV Riazan       | 1:3 (0:2) (Global 2:7) | Umeå IK                         | Albena, Albena              |                             |
|                            | Pustovoitova 69' | Reporte                | Ljungberg 4' 36' · Runesson 72' | Árbitro(s): Sabrina Rinaldi | Árbitro(s): Sabrina Rinaldi |

### Semifinales
| Equipo 1 | Agr. | Equipo 2     | Ida | Vuelta |
| -------- | ---- | ------------ | --- | ------ |
| Toulouse | 1–2  | Frankfurt    | 1–2 | 0–0    |
| Umeå     | 3–1  | HJK Helsinki | 2–1 | 1–0    |

#### Umeå - Helsinki
| 14 de abril de 2002, 13:00 | Umeå IK                     | 2:1 (0:1) | HJK Helsinki | Sandåkerns IP, Umeå       |                           |
|                            | Ljungberg 47' · Kapstad 68' | Reporte   | Kalmari 28'  | Árbitro(s): Elke Günthner | Árbitro(s): Elke Günthner |

| 27 de abril de 2002, 15:00 | HJK Helsinki | 0:1 (0:1) (Global 1:3) | Umeå IK      | Estadio Finnair, Helsinki   |                             |
|                            |              | Reporte                | Ljungberg 9' | Árbitro(s): Nicole Petignat | Árbitro(s): Nicole Petignat |

#### Toulouse - Frankfurt
| 14 de abril de 2002, 15:00 | Toulouse F. C. | 1:2 (1:0) | 1. FFC Frankfurt      | Les 7 Deniers, Toulouse    |                            |
|                            | Rouquet 8'     | Reporte   | Meier 35' · Jones 61' | Árbitro(s): Ingrid Jonsson | Árbitro(s): Ingrid Jonsson |

| 28 de abril de 2002, 14:00 | 1. FFC Frankfurt | 0:0 (Global 2:1) | Toulouse F. C. | Stadion am Brentanobad, Fráncfort del Meno |                        |
|                            |                  | Reporte          |                | Árbitro(s): Wendy Toms                     | Árbitro(s): Wendy Toms |

### Final
| 23 de mayo de 2002, 18:00 | Umeå IK | 0:2 (0:0) | 1. FFC Frankfurt      | Waldstadion, Fráncfort del Meno |                               |
|                           |         | Reporte   | Jones 68' · Prinz 90' | Árbitro(s): Katriina Elovirta   | Árbitro(s): Katriina Elovirta |

|                                      |
| Bandera de Alemania                  |
| Campeón 1. FFC Frankfurt 1.er título |

## Estadísticas

### Tabla general
A continuación se muestra la tabla de posiciones segmentada acorde a las fases alcanzadas por los equipos. La tabla ha sido elaborada a partir de los datos de los partidos.
| Equipo | Equipo                | Pts | PJ | PG | PE | PP | GF | GC | Dif | Rend    |
| ------ | --------------------- | --- | -- | -- | -- | -- | -- | -- | --- | ------- |
| 1      | 1. FFC Frankfurt      | 22  | 8  | 7  | 1  | 0  | 33 | 2  | 31  | 91,67 % |
| 2      | Umeå IK               | 21  | 8  | 7  | 0  | 1  | 20 | 4  | 16  | 87,5 %  |
| 3      | HJK Helsinki          | 12  | 7  | 4  | 0  | 3  | 18 | 6  | 12  | 57,14 % |
| 4      | Toulouse F. C.        | 12  | 7  | 3  | 3  | 1  | 13 | 6  | 7   | 57,14 % |
| 5      | SK Trondheims-Ørn     | 12  | 5  | 4  | 0  | 1  | 25 | 4  | 21  | 80 %    |
| 6      | Arsenal L. F. C.      | 10  | 5  | 3  | 1  | 1  | 15 | 4  | 11  | 66,67 % |
| 7      | VDV Riazan            | 9   | 5  | 3  | 0  | 2  | 30 | 7  | 23  | 60 %    |
| 8      | Odense BK             | 9   | 5  | 3  | 0  | 2  | 20 | 6  | 14  | 60 %    |
| 9      | Levante U. D.         | 6   | 3  | 2  | 0  | 1  | 20 | 2  | 18  | 66,67 % |
| 10     | ŽFK Mašinac PZP Niš   | 6   | 3  | 2  | 0  | 1  | 19 | 4  | 15  | 66,67 % |
| 11     | ASD Torres Calcio     | 6   | 3  | 2  | 0  | 1  | 10 | 2  | 8   | 66,67 % |
| 12     | Sparta Praga          | 6   | 3  | 2  | 0  | 1  | 8  | 1  | 7   | 66,67 % |
| 13     | BSC YB Frauen         | 6   | 3  | 2  | 0  | 1  | 10 | 5  | 5   | 66,67 % |
| 14     | Ter Leede             | 6   | 3  | 2  | 0  | 1  | 9  | 4  | 5   | 66,67 % |
| 15     | Bobruichanka Bobruisk | 6   | 3  | 2  | 0  | 1  | 8  | 8  | 0   | 66,67 % |
| 16     | Lehenda-Chernígov     | 4   | 3  | 1  | 1  | 1  | 4  | 4  | 0   | 44,44 % |
| 17     | KŚ AZS Wrocław        | 3   | 3  | 1  | 0  | 2  | 9  | 5  | 4   | 33,33 % |
| 18     | FC Codru Chişinău     | 3   | 3  | 1  | 0  | 2  | 10 | 8  | 2   | 33,33 % |
| 19     | Ayr United F. C.      | 3   | 3  | 0  | 3  | 0  | 6  | 6  | 0   | 33,33 % |
| 20     | Gatões F. C.          | 3   | 3  | 1  | 0  | 2  | 9  | 10 | -1  | 33,33 % |
| 21     | Femina Budapest       | 3   | 3  | 1  | 0  | 2  | 4  | 7  | -3  | 33,33 % |
| 22     | KÍ Klaksvík           | 3   | 3  | 1  | 0  | 2  | 2  | 9  | -7  | 33,33 % |
| 23     | SC Eendracht Aalst    | 3   | 3  | 1  | 0  | 2  | 5  | 15 | -10 | 33,33 % |
| 24     | Kavala F. C.          | 3   | 3  | 1  | 0  | 2  | 2  | 20 | -18 | 33,33 % |
| 25     | ŽNK Osijek            | 1   | 3  | 0  | 1  | 2  | 5  | 12 | -7  | 11,11 % |
| 26     | KR Reykjavik          | 0   | 3  | 0  | 0  | 3  | 4  | 16 | -12 | 0 %     |
| 27     | USC Landhaus Wien     | 0   | 3  | 0  | 0  | 3  | 1  | 15 | -14 | 0 %     |
| 28     | FC Grand Hotel Varna  | 0   | 3  | 0  | 0  | 3  | 0  | 14 | -14 | 0 %     |
| 29     | SKF Žilina            | 0   | 3  | 0  | 0  | 3  | 1  | 16 | -15 | 0 %     |
| 30     | Hapoel Tel Aviv F. C. | 0   | 3  | 0  | 0  | 3  | 0  | 21 | -21 | 0 %     |
| 31     | Progrès Niedercorn    | 0   | 3  | 0  | 0  | 3  | 0  | 32 | -32 | 0 %     |
| 32     | CSC Yerevan           | 0   | 3  | 0  | 0  | 3  | 0  | 44 | -44 | 0 %     |